# Gnophos chorista
Gnophos chorista är en fjärilsart som beskrevs av Eugen Wehrli 1939. Gnophos chorista ingår i släktet Gnophos och familjen mätare. Inga underarter finns listade i Catalogue of Life.